# Center (Dakota du Nord)
Pour les articles homonymes, voir Center.
La ville de Center est le siège du comté d'Oliver, dans l’État du Dakota du Nord, aux États-Unis. Sa population, qui s’élevait à 571 habitants lors du recensement de 2010, est estimée à 578 habitants en 2019.

## Histoire
Center a été fondée en 1902. C’est la seule localité incorporée du comté, qui lui-même ne comptait que 1 846 habitants en 2010. Elle doit son nom à sa position géographique au centre du comté.

## Démographie
| Groupe            | Center | Dakota du Nord | États-Unis |
| ----------------- | ------ | -------------- | ---------- |
| Blancs            | 96,0   | 90,0           | 72,4       |
| Amérindiens       | 3,2    | 5,4            | 0,9        |
| Afro-Américains   | 0,5    | 1,2            | 12,6       |
| Métis             | 0,4    | 1,8            | 2,9        |
| Autres            | 0      | 1,5            | 11,0       |
| Total             | 100    | 100            | 100        |
|                   |        |                |            |
| Latino-Américains | 1,9    | 2,0            | 16,7       |

Selon l’American Community Survey, pour la période 2011-2015, 92,6 % de la population âgée de plus de 5 ans déclare parler l’anglais à la maison, 4,41 % déclare parler l’espagnol et 2,89 % l’allemand.
| 1930 | 1940 | 1950 | 1960 | 1970 | 1980 |
| ---- | ---- | ---- | ---- | ---- | ---- |
| 293  | 509  | 492  | 476  | 619  | 900  |

| 1990 | 2000 | 2010 | - | - | - |
| ---- | ---- | ---- | - | - | - |
| 826  | 678  | 571  | - | - | - |

## Climat
Selon la classification de Köppen, Center a un climat continental humide, abrégé Dfb.